# Stefan Vojislav
Stefan I Vojislav (Servisch: Доброслав I Војсилав; Dobroslav I Vojsilav) was volgens de overleveringen de zoon van een zekere Dragomir, van wie verder echter niet veel bekend is. Ook in Byzantijnse bronnen is er geen enigheid over zijn herkomst, maar hij zou mogelijk afkomstig geweest zijn uit Travunië, het huidige Herzegovina. Stefan Vojislav heerste als grootžupan over de Kustgebieden van ongeveer 1040 tot 1052.
Omwille van bepaalde belastingheffingen vanuit Byzantium organiseerde Stefan Vojislav, als archont van Dioclitië (het huidige Montenegro), een opstand, waarbij hij ook de steun van de kuststeden won, die toen niet bij Duklja hoorden, zoals Bar, Ulcinj of Skadar in Noord-Albanië. De eerste opstand miste zijn doel, maar in de tweede opstand overwon Stefan Vojislav een Byzantijns leger, waarmee hij de Servische zelfstandigheid verzekerde. Vervolgens bracht hij ook Hum en Travunië (Hercegovina, Zuid-Dalmatië) onder zijn directe heerschappij. Voortaan werd Dioclitië ook Koninkrijk Dioclitië en Dalmatië genoemd. Vojislavs heerschappij werd ook erkend door het Servische binnenland, waar het oude Servië van de Vlastimirić-dynastie verdeeld geraakt was in Bosnië ten westen, en Raška ten oosten van de Drina. Stefan Vojislav werd opgevolgd door zijn zoon Mihailo Vojislavljević